# Kingsland (Teksas)
Kingsland – jednostka osadnicza w Stanach Zjednoczonych, w stanie Teksas, w hrabstwie Llano.